# Skatval

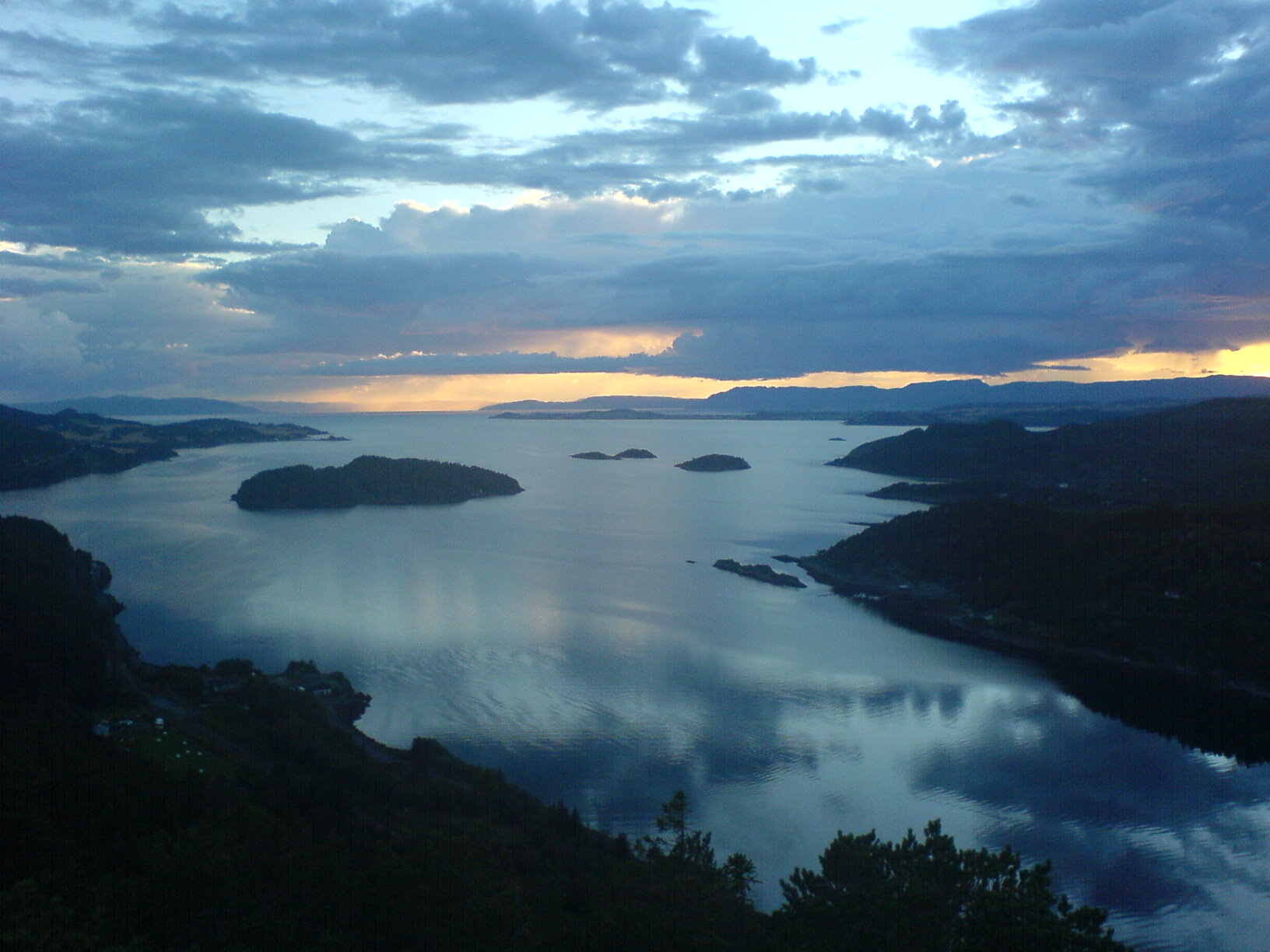
Åsenfjord, egy fjord Skatval, Frosta és Åsen között

Skatval község Norvégiában, Stjørdal kommunában. Lakosainak száma 2000 körül van.

## Elhelyezkedése
A félsziget délnyugati részét a viking korban Aglo néven volt ismert. 1902. január 1-jén a területet a Skatvold névről Skatvalra keresztelték át és önálló közigazgatási egység lett, leszakadva Nedre Stjørdalról. 1962-ben skatval újra Stjørdal része lett.
A félsziget fontos mezőgazdasági terület, Trøndelag agrárterületéhez tartozik. A településtől keletre több hegy is van, a legmagasabb a Forbordsfjell (596 m). A hegytető már Trøndelaghoz tartozik.
Skatval több területre van osztva:
- Langstein
- Nordbygda
- Sørbygda
- Midtbygda
- Vassbygda

## Története
962 őszén Sigurd Håkonsson (Ladejarl - ladei jarl, trøndelagi "gróf") és társai máglyahlált szenvedtek, melyre Véresbárdú Erik fiai ítélték őket. A bűntetettek között volt Szürkeprémes Harald (óészaki Haraldr gráfeldr, norvég Harald Gråfell), aki Oglo / Aglo táján töltötte az éjszakát a Heimskringla szerint.
A Steinvikholm kastély (építve 1530 körül, Norvégia utolsó katolikus püspöke, Olav Engelbrektsson által) maradványai restauráció alatt állnak. Az erődítmény fontos szerepet játszott a Dán-norvég Unió idején létező norvég függetlenségi törekvések idején. A kis sziget Skatval északi részénél fekszik.

## Híres személyek Skatvalból
- Per Egil Hegge - újságíró, az Aftenposten szerkesztője
- Marit Arnstad - politikus, korábbi energiaügyi miniszter
- Morten Thyholt - művész (www.mortenarts.com[halott link])

## Külső hivatkozások
- Skatval térképe
- Skatvali Történelmi Társaság[halott link]
- Olav Engelbrektsson Éfjéli Opera